# Libuše (opera)
Libuše je slavnostní zpěvohra o třech jednáních českého skladatele Bedřicha Smetany z roku 1872. Poprvé byla uvedena v Národním divadle v Praze 11. června 1881. Bedřich Smetana jí zkomponoval jako slavnostní otevření národního divadla a pro položení základního kamene ND zkomponoval známou operu Dalibor.

## Vznik a koncept díla
Autorem libreta je Josef Wenzig (také autor libreta k Daliboru), který je napsal německy. Do češtiny ho přebásnil Ervín Špindler, protože Smetana odmítl komponovat na německý text, na druhou stranu se ale se Špindlerem dohodl, že jako autor libreta bude uváděn jen Wenzig a fakt jeho překladu bude utajen.
Námětem k jejímu ději se stala legenda o kněžně Libuši, připomínaná již v Kosmově kronice, ale přejatá hlavně ze zpracování v Rukopisu zelenohorském.
Opera byla původně zamýšlena jako korunovační, protože ale ke korunovaci rakouského císaře Františka Josefa I. za českého krále na konci 19. století nedošlo, byla poprvé uvedena při slavnostním otevření Národního divadla a poté po ničivém požáru i při jeho znovuotevření 18. listopadu 1883.
Smetana a Wenzig koncipovali operu nikoli jako dramatické dílo, ale jako historické tableau, částečně po vzoru Wagnerova operního cyklu Prsten Nibelungův. Tři jednání nevytvářejí děj směřující k rozuzlení.
V prvním jednání se setkáváme s Libušiným soudem. Druhé a třetí jednání představují Libušin sňatek a proroctví. Dlouhé nedějové proroctví v závěru a celý koncept opery se nyní stává velkou překážkou k dramaturgickému uchopení.
Proroctví je část, které se Wenzig ujal nejoriginálněji. Zdůraznil kapitoly historie, jež považoval sám za nejcennější – včetně nehistorické a smyšlené postavy Jaroslava ze Šternberka, moravského obránce českých zemí před náporem Mongolů (tehdy ji ale za skutečnou považoval i František Palacký) a zdůraznění významu husitů a Jiřího z Poděbrad, které se ale stalo zdrojem kritiky.

## Osoby a první obsazení
| osoba                                                                       | hlasový obor | premiéra (11.6.1881)  |
| --------------------------------------------------------------------------- | ------------ | --------------------- |
| Libuše, česká kněžna                                                        | soprán       | Marie Sittová         |
| Přemysl ze Stadic                                                           | baryton      | Josef Lev             |
| Chrudoš od Otavy                                                            | bas          | Karel Čech            |
| Šťáhlav na Radbuze, jeho bratr                                              | tenor        | Antonín Vávra         |
| Lutobor z Dobroslavského Chlumce, jejich strýc                              | bas          | František Hynek       |
| Radovan od Kamena Mosta                                                     | baryton      | Leopold Stropnický    |
| Krasava, Lutoborova dcera                                                   | soprán       | Irma Reichová         |
| Radmila, sestra obou bratří                                                 | alt          | Betty Fibichová       |
| První žnec                                                                  | soprán       | Eleonora z Ehrenbergů |
| Druhý žnec                                                                  | soprán       | Anna Hlaváčková       |
| Třetí žnec                                                                  | alt          | Ema Maislerová        |
| Čtvrtý žnec                                                                 | tenor        | Jan Šára              |
| Kmeti, leši a vladyky, panny a děvy z dvoru Libušina, Přemyslova čeleď, lid |              |                       |
| Dirigent: Adolf Čech, režisér: František Kolár                              |              |                       |

## Děj opery

### 1. jednání – Libušin soud
(1. obraz – Libušina síň na Vyšehradě) Kněžna Libuše se nachází v kruhu svých děv. Jedna z nich, Radmila, jí děkuje za to, že svolala sněm, aby rozhodl neočekávaný a lítý spor, který vzplál mezi jejími bratry Chrudošem a Šťáhlavem o dědictví po otci. Domnívá se, že zlobu musel do jejich duší seslat Černoboh – ale Radmilina sestřenice Krasava tuší, že příčinou sporu je ona, a tíží ji proto svědomí. Libuše slibuje, že se pokusí o smír mezi bratry, a vzývá bohy, aby chránili vlast a národ před nesvorností. Děvy se k ní připojují (zpěv Libuše se sborem, Již vstaň a potěš mysl svoji! … Bohové věční tamo nad oblaky).
Pak odchází na sněm a děvy ji doprovázejí. Krasava se zdržuje, protože nechce na sněmu spatřit „jeho tvář“. Radmila se pro ni vrací, ale Krasava odmítá jít; svěřuje se Radmile s výčitkami svědomí a má vidinu požáru, který se šíří zemí její vinou. Radmila se dožaduje vysvětlení a Krasava se jí chce vyzpovídat – ale ne zde, kde ji stěny tísní, ale na volném vzduchu. Obě odcházejí.
(2. obraz – Volné prostranství na Vyšehradě) Pod lípou stojí Libušin stolec; kmeti, leši a vladykové jsou již shromážděni ke sněmu. Hovoří o sporu mezi bratry a kárají je, ale Chrudoš se snahy o smír odmítá: jeho bratr prý má sice spanilou tvář, ale v mysli klam a lest. Šťáhlav je obvykle mírný, ale ani on od bratra nehodlá snášet všechno. Jejich strýc Lutobor, Krasavin otec, už se svou snahou smířit je neuspěl a ani nevěří, že se to podaří kněžně a sněmu. Vůdce sněmovníků Radovan nadnáší myšlenku, že je třeba místo kněžny knížete, a klevetný Lutobor mu špitá zvěsti o cestách Libuše za Přemyslem ze Stadic.
Libuše přichází ve slavnostním průvodu svých děv a usedá na trůn. Shromáždění se jí klaní. Chrudoš si povšimne nepřítomnosti Krasavy. Libuše obřadně zahajuje soud a shrnuje podstatu pře (zpěv Vy kmeti, leši! Před vámi tu jsem). Chrudoš se hlásí o celé dědictví po otci podle práva prvorozenství, jak je praktikují sousední Němci; Šťáhlav nemá názor a odevzdává se do vůle soudu. Libuše shledává, že podle starodávných zákonů mají bratři buď spravovat dědictví společně, nebo, nemohou-li se shodnout, nechť si je rozdělí na polovic. Sněm se krátce radí a pak Radovan jeho jménem vynáší rozsudek ve smyslu Libušina rozboru. Chrudoš se rozzuří a odmítá se rozsudku podřídit. Muže podle něj smějí soudit jen zase muži a žena je pro svou přirozenou nestálost vlády neschopná. Pak odkvapí, zanechávaje za sebou sněm zděšený kněžniným pohaněním.
Uražená Libuše prohlašuje, že nejsou-li kmeti a leši spokojeni s vládou ženy, provdá se za toho, koho jí sněm určí, a učiní ho knížetem. Radovan žehná den, vede národ k blahu tím, že vystřídá vládu ženy za mužskou, se souhlasem sněmu však přenechává volbu Libušina chotě na ní samotné. Libuše tedy prohlašuje novým knížetem vladyku Přemysla ze Stadic. Radovan a shromážděný sněm jásají.

### 2. jednání – Libušin sňatek
(1. obraz – Horská krajina lesní, v pozadí mohyla) Lutobor přivlekl svou dceru Krasavu ke hrobu svého bratra, otce Chrudoše, Šťáhlava a Radmily. Je rozezlen na své nezvedené dítě a žehrá bohům na ženskou slabost a nerozum. Krasava se ho snaží uprosit a chce mu pohlédnout do tváře, ale Lutobor se od ní odvrací a zříká se jí za její věrolomnost. Krasava se mu zpovídá. Zamilovala se do Chrudoše a pozorovala, že i on do ní; marně se jej však snažila přimět, aby se vyjádřil. Rozhodla se mu za dlouhé trápení pomstít, a tak když jí konečně projevil své city, předstírala, že její srdce patří Šťáhlavovi. Když pak Chrudoš vyvolal a stupňoval spor se svým bratrem, měla strach se ke své lži přiznat (zpěv Krasavy Můj otče, slyšte, pomněte). Prosí otce o odpuštění a Šťáhlav s Radmilou, kteří mezitím strýce dostihli, se k ní přidávají. Lutobor si však klade podmínku: obeslal Chrudoše, aby se dnes dostavil sem k otcově mohyle. Teď zde nechá Krasavu samotnou. Podaří-li se jí přesvědčit hrdého Chrudoše, aby odprosil Libuši, odpustí Krasavě i Lutobor; nepodaří-li se jí to, vyžene ji z domu.
Chrudoš přichází a přemítá, proč jej strýc zval na toto místo. Jestli chtěl, aby se Chrudoš pokořil kněžně, to se nikdy nestane – naopak prokleto budiž všechno ženské plémě. Přesto nemůže Krasavu vypudit ze srdce. – V tom zahlédne svou sestřenici a hodlá odejít, ale Krasava ho zadrží. Přiznává mu svou lež a žádá o odpuštění a smír, i kvůli blahu vlasti (zpěv Krasavy Ó pomni, jak jsi v pýše své mě trápil). Chrudoš ji nazývá falešnou a odmítá ji: nechť nese následky svých činů. Krasava se zapřísahá památkou Chrudošova otce a příbuzenskými svazky mezi nimi, klesá před bratrancem na kolena a dává mu na vybranou: buď ať jí věnuje svou lásku, nebo ať jí mečem probodne srdce. Při pohledu na Krasavinu obnaženou hruď nedokáže Chrudoš již zapírat své city a přivine ji na svá prsa. Radmila, Šťáhlav i Lutobor, kteří scénu sledovali z úkrytu, jsou ze smíru šťastni a doufají i v usmíření s Libuší.
(2. obraz – Venkovská krajina z vůkolí stadického) Zpovzdálí zaznívá halekací píseň ženců (Heja! Heja! Bez klidu dále a na pole ven). Přemysl u pluhu sleduje slunce a vzpomíná na Libuši, se kterou se mají rádi už od doby, co spolu chodili do školy v Budči. Má předtuchu, že jeho láska nebude marná – vždyť by jí byl rovným partnerem, má dost vezdejších statků a ani tura řev ho neleká (árie Již plane slunce, blahý míru sen). Ženci a další Přemyslova čeleď procházejí: jedno dílo dodělali, k druhému se hotoví. Přejí svému hospodáři štěstí (sbor Do konce dílo je hotovo). Přemysl zůstává na místě a oslovuje lípy, symbol české vlasti (árie Já ale zůstanu … Ó vy lípy). Tu zaslechne hluk průvodu. Leši a vladykové vyslaní kněžnou k němu přijíždějí a Radovan mu zvěstuje, že si jej Libuše vyvolila za manžela a národ za vládce.
Přemysl se raduje, že se jeho sen vyplnil; představuje si život s Libuší a loučí se se svými lesy, čeledí, poli a rádlem (árie Má předtucha je vyplněna… Nuž pokoj s vámi, tiché otcův sady). Nyní mu Radovan sděluje, že Libuše byla pohaněna rozlíceným Chrudošem, který již možná sbírá ozbrojence a strojí válečný útok. Přemysl se tedy rychle vydává na obranu hradu Prahy.

### 3. jednání – Libušino proroctví
(1. obraz – Komnata Libušina na Vyšehradě) Přemyslův chvat je zbytečný: Chrudoš a Štáhlav se udobřili a podávají si ruce před Libuší, jež navíc Chrudošovi odpouští a dává mu Krasavu. Oba bratři, stejně jako Radmila, Krasava a Lutobor, jí děkují (árie Libuše Mír zjednán mezi oběma zas bratry). Zazní fanfáry ohlašující vjezd Přemysla a Libuše ho radostně očekává, modlíc se o požehnání k zesnulému otci Krokovi (árie On jde! … Ó viz, velebný Kroku). Její děvy ji pobízejí, aby manželovi šla vstříc, a odvádějí ji.
(2. obraz – Volné prostranství na Vyšehradě, jako ve 2. obraze 1. jednání) Libuše sice Chrudošovi odpustila svou pohanu, ale protože odevzdala vládu manželovi, musí Chrudoš složit omluvu za urážku panovnice i Přemyslovi. Chrudoš se tomu zpěčuje a hrozí, že se s Přemyslem chce měřit v souboji jako muž s mužem. Lutobor ho rázně varuje: nepoddá-li se knížeti, nedostane Krasavu. Na Krasaviny prosby se Chrudoš s nevolí rozhoduje pokořit se před Přemyslem.
Slavnostní průvod lechů a vladyků přivádí Přemysla a Libuši. Přemysl oslovuje Vyšehrad i lid a spolu s Libuší si vypovídají své štěstí (duet Ó moje choti, moje choti drahá). Lid přeje knížecímu páru zdar a pak Libuše uvádí Přemysla na knížecí stolec k prvnímu vladařskému aktu, přičemž mu připomíná svou prosbu o shovívavost vůči Chrudošovi. Přemysl ujišťuje shromáždění o své vůli řádně vykonávat právo. Připomíná, že spor mezi Chrudošem a Šťáhlavem byl urovnán, ale je třeba ještě odčinit pohanu Libuše. Chrudoš předstupuje a nabízí Přemyslovi své statky i svůj život, ale jeho hrdost mu nedovoluje pokořit se. Přemysl se nechce dotknout Chrudošovy cti, trvá však na tom, že musí – a to jakýmkoli způsobem dle své volby – odčinit kněžninu urážku. Chrudoš se tedy přece jen chystá před Libuší pokleknout, ale Přemysl ho zadrží, obejme a prohlásí vinu za usmířenou. Celá Lutoborova rodina děkuje knížeti za projevenou milost a shromážděný lid jásá nad ukončením sporu.
Libuše děkuje bohům za šťastný den a zmocní se jí věštecké vytržení. Objevují se jí obrazy z budoucnosti českého národa, počínaje obrazem knížete Břetislava, přes moravského obránce proti Mongolům Jaroslava ze Šternberka, Přemysla Otakara II., Elišky Přemyslovny a Karla IV. až po husitské války a Jiřího z Poděbrad. Poté se jí jasnozřivý zrak zakalí a další osudy, v nichž tuší mnohá utrpení, jí zůstávají skryty. Přesto končí optimisticky s předpovědí slavného překonání všech hrůz.
| „                              | Co dál? To mlha oku zahaluje a mnoho skrývá zkalenemu zraku, tajemství hrozná - prokletí! Však nechť se stane cokoli, to cítím v nejhlubší svých ňader hloubi: můj drahý národ český neskoná, on pekla hrůzy slavně překoná! | “ |
| — kněžna Libuše v závěru opery | |   |

## Inscenační historie

### Na českých jevištích

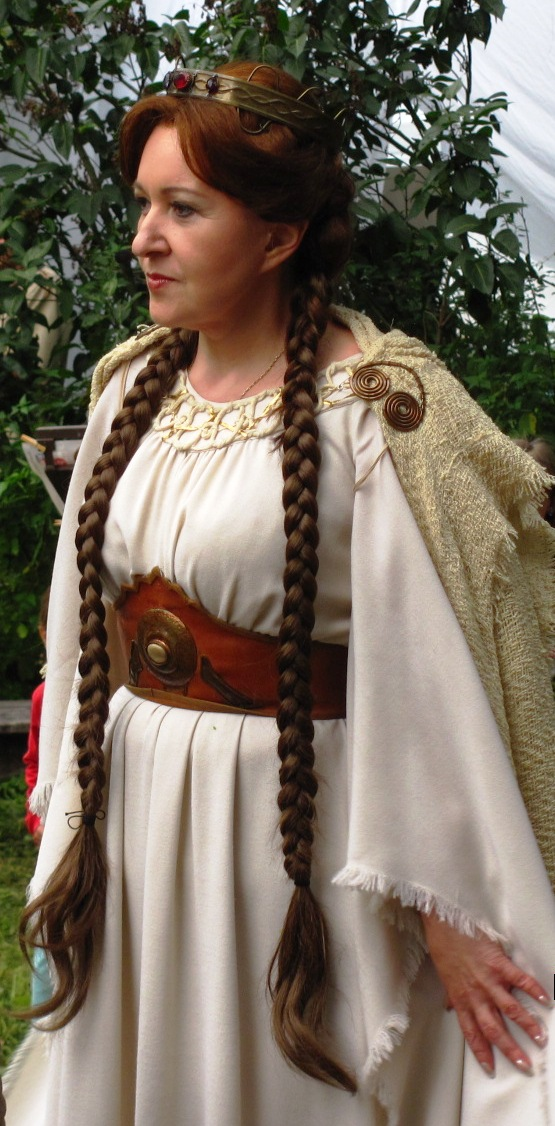
Eva Urbanová v roli Libuše (2010, Přírodní divadlo Divoká Šárka, Praha 6)

Poprvé byla opera uvedena v Národním divadle v Praze 11. června 1881 s Marií Sittovou jako Libuší a Josefem Lvem jako Přemyslem. Premiéru dirigoval Adolf Čech, režíroval František Kolár. Premiéra měla slavnostní ráz i kvůli návštěvě korunního prince Rudolfa, který o přestávce mezi prvním a druhým jednáním vyslovil Smetanovi svůj obdiv a uznání, ale v průběhu druhého jednání divadlo opustil. Do 23. června téhož roku se Libuše dočkala ještě čtyř dalších uvedení ve stejném obsazení.
Znovu se na scénu Národního divadla vrátila opera při znovuotevření po požáru 18. listopadu 1883 zásluhou stejných umělců. Poté se udržela na repertoáru Národního divadla prakticky nepřetržitě až do druhé světové války. Druhou pražskou Libuší byla roku 1894 Anna Veselá, dále v této roli excelovaly Růžena Maturová, Ema Destinnová, Gabriela Horvátová. Poslední předválečné nastudování obsadily Ada Nordenová a Marie Podvalová.
Znovu byla uvedena opera krátce po osvobození 29. května 1945 (v inscenaci Ferdinanda Pujmana s Marií Podvalovou), ale 27. října 1948 byla stažena z repertoáru a pět let se nehrála. Vrátila se k 70. výročí znovuotevření Národního divadla v roce 1953 (režie Ladislav Boháč), nahrazena inscenací Karla Palouše po 15 letech. V tomto období byly nejslavnějšími Libušemi kromě Podvalové Naděžda Kniplová či Milada Šubrtová.
Další přestávka v uvádění v Národním divadle následovala v letech 1977 až 1983. Ke stému výročí znovuotevření režíroval operu Karel Jernek. V hlavní roli vystoupila při premiéře Gabriela Beňačková a za sedm let uvádění se v ní objevily i Naděžda Kniplová či Eva Děpoltová. V roce 1995 uvádí Národní divadlo operu v režii Petra Novotného a hudebním nastudování Olivera Dohnányiho s Evou Urbanovou v hlavní roli premiérového obsazení.
Nejbližší uvedení této slavnostní opery je naplánováno na rok 2018 ku příležitosti 100 let výročí založení Československa.
Libuše je inscenačně nejnáročnější Smetanovou operou a i její vstup na mimopražská česká jeviště byl proto pomalejší. Národní divadlo v Brně ji poprvé uvedlo 16. prosince 1899. Městské divadlo v Plzni ji uvedl soubor Vendelína Budila poprvé 27. září 1902 při příležitosti otevření nové budovy divadla. V českém divadle v Olomouci se hrála poprvé roku 1921, v Moravské Ostravě se roku 1923. P. Pražák napočítal do konce sezóny 1947/48 celkem 690 představení (z toho 20 v Národním divadle). Po roce 1945 eviduje databáze Divadelního ústavu 30 inscenací v tradičních divadlech: vedle Národního divadla byla uvedena v Plzni (1946, 1958, 1965, 1986), Ostravě (1946, 1954, 1968, 1984), Brně (1946, 1952, 1964, 1974), Olomouci (1947, 1965), Liberci (1948, 1953, 1955, 1960, 1975, 1985), Ústí nad Labem (1955, 1960, 1968, 1976) a Českých Budějovicích (1969, 1981), z českých operních divadel tak nebyla uvedena pouze v Opavě. V titulní roli se na těchto scénách objevily mimo jiné Květa Belanová, Marcela Machotková, Zdenka Kareninová, Gita Abrahámová, Libuše Hrubá, Jarmila Krásová nebo Marie Kremerová.
Na festivalu Smetanova Litomyšl se měla opera hrát poprvé v roce 1954, zájem o ni projevilo na šest tisíc diváků, ale pro nepřízeň počasí se na otevřené scéně představení neuskutečnilo. Druhý pokus – zařazený do programu Krajské slavnosti písní a tanců pro masové a na operu nezvyklé publikum – skončil v roce 1959 nezdarem (Libuši zpívala Marie Podvalová), později se zde ale Libuše hrála v provedení různých souborů s velkým úspěchem.
Od roku 1989 je Národní divadlo jediným stálým divadlem, které tuto slavnostní operu uvádí. Libuše se však – i díky její v současnosti jediné představitelce Evě Urbanové – dostává k divákům i mimo kamenná divadla. V létě 2010 ji Originální hudební divadlo Praha uvedlo v Přírodním divadle Divoká Šárka, v létě 2012 zazněla (s doprovodem čtyřručního klavíru) na hradě Grabštejně.
Dne 9. května 2015 slavnostně uvádí operu Libuše Divadlo J.K. Tyla v Plzni ve svém Novém divadle, v rámci Evropského hlavního města kultury 2015. Dirigent: Oliver Dohnányi, orchestr a sbor DJKT; v hlavní roli Eva Urbanová v alternaci s Ivanou Veberovou (Cena Thálie 2014).

### Mimo české země
Velmi specifický charakter opery prakticky znemožňuje její uvádění v cizině, která se s Libuší může proto seznámit jen prostřednictvím nahrávek nebo řídkých pohostinských vystoupení, z nichž první se odehrálo ve Vídni roku 1924. Libuši tam tehdy v rámci cyklu všech Smetanových oper hrálo české divadlo z Olomouce. Jedinou výjimkou bylo nastudování roku 1933 v záhřebském divadle v tehdejší Jugoslávii.
Unikátem bylo rovněž koncertní představení na divadelním festivalu v Edinburghu v roce 1998 s Evou Urbanovou a Ivanem Kusnjerem (dirigentem byl opět Oliver Dohnányi či v newyorské Carnegie Hall dirigované Eve Quelerovou s Gabrielou Beňačkovou v titulní roli.
V období Československa byla Libuše ovšem hrána i na Slovensku, a to ve Slovenském národním divadle. Nastudována byla v letech 1920, 1923, 1934 a naposledy roku 1961.

## Nahrávky
Opera byla několikrát vcelku nahrána:
- 1. ledna 1949: dirigent Alois Klíma, Symfonický orchestr a sbor Československého rozhlasu v Praze; Marie Podvalová, Teodor Šrubař, Karel Kalaš, Beno Blachut, Jaroslav Veverka, Borek Rujan, Ludmila Červinková, Marta Krásová, Miluše Dvořáková, Miloslava Fidlerová, Věra Krilová, Jaroslav Gleich; Cantus Classics 500168 (2 CD) (163'17), EDITIO Český rozhlas 1995, CR 015-2-633, 2 CD, (167'14)[16]
- 1962: dirigent Alois Klíma, Symfonický orchestr a sbor Československého rozhlasu v Praze; Drahomíra Tikalová, Jindřich Jindrák, Zdeněk Kroupa, Ivo Žídek, Karel Berman, Jiří Joran, Milada Šubrtová, Ivana Mixová, Helena Tattermuschová, Sylvie Kodetová, Eva Hlobilová, Antonín Votava (167:13, rozhlasová nahrávka, dosud nevydána)[17]

- 9.–11., 14., 22., 23. listopadu a 10. prosince 1965: dirigent Jaroslav Krombholc, orchestr a sbor Národního divadla v Praze; Naděžda Kniplová, Vacláv Bednář, Zdeněk Kroupa, Ivo Žídek, Karel Berman, Jindřich Jindrák, Milada Šubrtová, Věra Soukupová, Helena Tattermuschová, Jaroslava Vymazalová, Ludmila Hanzalíková, Antonín Votava; Supraphon 1116 4321-33 (LP), (2009) SU 3982-2 (2 CD) (76'31 + 80'31)
- 18. listopadu 1983: dirigent Zdeněk Košler, orchestr a sbor Národního divadla v Praze; Gabriela Beňačková-Čápová, Václav Zítek, Antonín Švorc, Leo Marian Vodička, Karel Průša, René Tuček, Eva Děpoltová, Věra Soukupová, Jana Jonášová, Jiřina Marková, Marie Veselá, Miroslav Švejda; Supraphon 1116 4211-14 (3 LP) / (1993) Supraphon 11 1276-2 633 (3 CD) (165'44 – live)
- 11. května 1995: dirigent Oliver Dohnányi, orchestr a sbor Národního divadla v Praze; Eva Urbanová, Vratislav Kříž, Luděk Vele, Jan Markvart, Miloslav Podskalský, Pavel Červinka, Helena Kaupová, Miroslava Volková, Jana Jonášová, Jitka Soběhartová, Marie Veselá, Miroslav Švejda; (1995) Supraphon SU 3200-2 632 (2 CD) (150'37 – live, kráceno)[18]

Existuje i několik televizních nahrávek, vč. záznamu slavnostního uvedení inscenace z roku 1995 s Evou Urbanovou v titulní roli.